# 로마 (드라마)
《로마》(Rome)는 미국의 HBO, 영국의 BBC, 이탈리아의 RAI가 공동제작한 TV 역사 드라마이다. 기원전 1세기 고대 로마가 공화국에서 제국으로 변모하던 시기를 그린 작품이다.
시즌 1은 미국의 HBO 케이블 텔레비전에서 2005년 8월 28일부터 11월 20일까지 방영되었다. BBC에서는 2005년 11월 2일부터 2006년 1월 4일까지 방영되었다. RAI에서는 2006년 3월 17일부터 4월 28일까지 방영되었다.
시즌 2는 2007년 1월 4일부터 3월 25일까지 미국에서 방영되었다. 국내에서는 SBS 외화시리즈로 2006년 11월 9일 ~ 2007년 2월 15일까지는 시즌 1를 2008년 9월 20일 ~ 2008년 10월 18일까지 시즌 2를 방영하여 전부 방영했다.
2006년과 2007년에 각각 3개와 4개의 에미상을 수상했다.

## 방송 시간
| 방송 채널 | 방송 기간                          | 방송 시간                                               |
| --------- | ---------------------------------- | ------------------------------------------------------- |
| SBS       | 2006년 11월 9일 ~ 2007년 2월 15일  | 매주 목요일 밤 12:35 ~ 1:15(40분,시즌 1)                |
| SBS       | 2008년 9월 20일 ~ 2008년 10월 18일 | 매주 토요일 밤 12:05 ~ 1:25(80분(2편 연속 방송),시즌 2) |

## 시즌 1 방영 목록
1: The Stolen Eagle
2: How Titus Pullo Brought Down the Republic
3: An Owl in a Thornbush
4: Stealing from Saturn
5: The Ram Has Touched the Wall
6: Egeria
7: Pharsalus
8: Caesarion
9: Utica
10: Triumph
11: The Spoils
12: Kalends of Februa Synopsis

## 시즌 2 방영 목록
1: Passover
2: Son of Hades
3: These Being the Words of Marcus Tullius Cicero
4: Testudo et Lepus (The Tortoise and the Hare)
5: Heroes of the Republic
6: Philippi
7: Death Mask
8: A Necessary Fiction
9: Deus Impeditio Esuritori Nullus (No God Can Stop a Hungry Man)
10: De Patre Vostro (About Your Father)

## 한국판 성우진 (SBS)
- 양지운 - 루시우스(케빈 매키드)
- 김준 - 타이투스(레이 스티븐슨)
- 이봉준 - 줄리어스(키어런 하인즈)
- 박상일 - 폼페이우스(케네스 크랜햄)
- 이근욱 - 포르시우스(칼 존슨)
- 안경진 - 아티아(폴리 워커)
- 임은정 - 세르빌리아(린지 덩컨)
- 홍시호 - 브루투스(토비어스 멘지스)
- 김영선(시즌 1)/김일(시즌 2) - 옥타비아누스(맥스 퍼키스/사이먼 우즈)
- 황윤걸 - 마르쿠스(제임스 퓨어포이)
- 문선희 - 니오베(인디라 바르마)
- 김관진 - 포스카(니콜라스 우더슨)
- 김순영 - 코르넬리아(안나 패트릭)
- 정훈석 - 키케로(데이빗 밤버)
- 원호섭 - 티몬(리 보드먼)
- 방성준 - 스키피오(폴 제슨)
- 강희선 - 리비아(앨리스 헨리)/클레오파트라(린지 마셜)
- 차명화 - 옥타비아(케리 콘던)

## 참고자료
- "Hail Caesar" ~ Guardian review of Season 1
- Salon.com review of Season 2 보관됨 2008-04-18 - 웨이백 머신
- Beliefnet on religion in Rome
- New York Times review of Season 2
- Chicago Sun Times review of Season 2
- New York Times article
- The Star eCentral interview with Ray Stevenson
- Dark Horizons reporting on the 2nd season production of Rome
- Timeonline[깨진 링크(과거 내용 찾기)] reporting on Michael Apted's opinion on the BBC re-editing.
- "New $100m TV epic set to rewrite history" 보관됨 2007-01-24 - 웨이백 머신 - The Independent (UK), 25 July, 2005
- "HBO enlists Firefox for series promotion" - CNet News.com, August 15, 2005
- Slant Magazine Review
- Lindsay Duncan (Servilia) interview[깨진 링크(과거 내용 찾기)] - BBC Five Live, November 11, 2005
- "Rome's bloody climax wins 3m" - Report on the final episode viewing figures for Rome, Guardian Unlimited, 5 January, 2006 (Subscription needed)